# Dalmațian

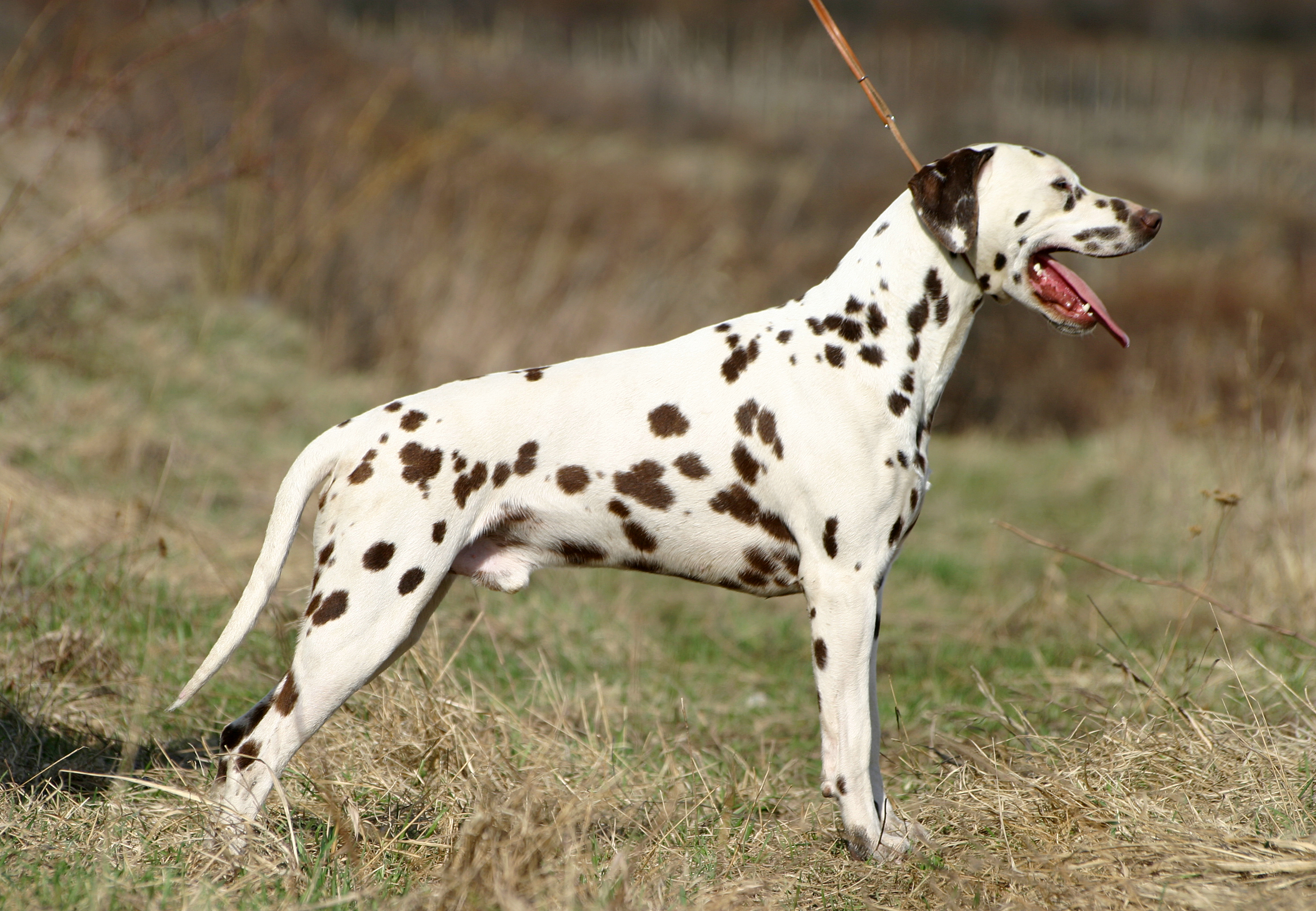

Dalmațienii sunt o rasă de câini mari, cunoscuți pentru aspectul lor, fiind de culoare albă cu pete negre. Sunt originari din Dalmația (Croația). Câini foarte asemănători din punct de vedere fizic se regăsesc în unele basoreliefuri de pe monumente din Egipt, ei fiind surprinși în postura de însoțitori ai carelor de luptă. De asemenea, unele fresce  provenind din vechile cetăți grecești răspândite în sud-estul bazinului mediteraneean redau imagini veridice ale acestor câini. Specialiștii sprijină teoria conform căreia câinii din rasa Dalmațian au ajuns în Europa venind din Egipt, prin Orientul Apropiat și actualul teritoriu al Turciei.

### Înălțime

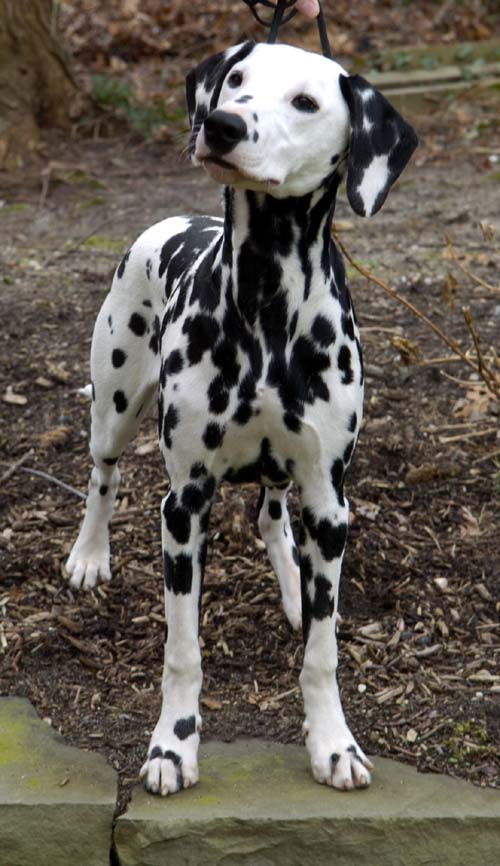

46–63 cm

### Greutate
22–29 kg

### Durata de viață
10-14 ani

### Grupa
Non-sporting (de agrement)

### Istoric rasă
Strămoșii acestor câini și-au făcut apariția pe coasta Dalmației (Marea Adriatică) odată cu dezvoltarea primelor colonii grecești. Documente datate 1374 descriu acești câini ca populând cetatea Dubrovnik, unde erau folosiți la vânătoare, pentru aret. Există și o altă teorie conform căreia Dalmațianul provine din încrucișări ce au avut loc între o rasă denumită Pointer Istrian și Bull Terrier, iar originea îndepărtată a rasei ar fi Bracul de Bengal. Câinii din aceasta rasă au fost definitiv dezvoltați și aduși la standardul actual în Anglia, la începutul secolului al XIX-lea. În societatea engleză ei erau folosiți cu precădere ca însoțitori ai trăsurilor (poștalioanelor, având însărcinarea de a păzi bagajele călătorilor pe timpul escalelor), ca și câini-mascotă pentru pompieri, câini de circ și chiar câini în serviciul armatei. Încă de la început acești câini au fost capabili să dezvolte o relație specială cu caii, pentru care încă prezintă o afinitate greu de explicat.

### Descriere fizică
Dalmațianul este un câine puternic, cu alură atletică și corp musculos. Blana scurtă și deasă, aderentă la corp prezintă coloritul caracteristic alb stropit cu pete negre, rotunde, de mici dimensiuni, dispuse aleator pe toată suprafața corpului. Uneori petele sunt brune sau maron. Cățeii nu prezintă petele caracteristice la naștere, ei fiind de un alb imaculat. Capul este bine desenat, cu fruntea lată, stopul bine pronunțat si ochii de mărime mijlocie, migdalați și colorați în căprui sau albastru. Urechile sunt de formă triunghiulară, cu vârful atingând jumătatea obrazului. Trufa mare are aceeași culoare cu a petelor. Expresia feței sugerează sinceritate și loialitate. Gâtul este scurt și puternic, pieptul lat, cu mușchii bine reliefați, picioarele sunt lungi și suple. Mișcarea corpului este cursivă, armonioasă și îl remarcă drept un bun alergător pe distanțe lungi. Coada este subțire, de lungime medie, conică și învelită în păr scurt. Este purtată ușor arcuită deasupra liniei spatelui.

### Personalitate
Dalmațienii sunt câini vioi, energici, plini de energie, foarte protectori față de stăpân și de membrii familiei de adopție. Sunt foarte zvăpăiați și puși pe șotii în faza de juniorat, fiind greu de strunit în primii 2 ani de viață. În ciuda taliei mijlocii emană vigoare și forță și își face cunoscută prezența cu un lătrat foarte sonor. În ciuda aspectului foarte elegant, plin de noblețe, sunt câini rustici, care se adaptează ușor unei largi varietăți de condiții și nu sunt pretențioși. Sunt foarte activi fizic, având nevoie de multă mișcare. Nu acceptă străinii de la primul contact, dar se decide repede ce persoane îi plac, arătându-și convingător afecțiunea. Sunt câini cu memorie foarte bună, reușind să recunoască o persoană (plăcută sau antipatică) chiar și după ani de zile. Au o doză mare de încăpățânare care se cere corectată și ținută pe cât posibil sub control. În unele cazuri masculii pot să denote accente agresive, manifestându-se dominanți și irascibili în prezența altor câini masculi.

### Îngrijire și sensibilitate boli
Blana subțire nu-i protejează suficient împotriva frigului, fapt ce vine în sprijinul teoriei că rasa a luat naștere și s-a dezvoltat inițial în zone cu climat mai blând. În plus, acești câini năpârlesc destul de consistent pe toată durata anului. Numeroase exemplare au o piele solzoasă, care se usucă ușor și se exfoliază, producând o mătreață abundentă, mai ales pe timpul lunilor de iarnă, când umiditatea atmosferei este mai scăzută. Urechile Dalmațienilor sunt subțiri și prea puțin vascularizate, de aceea în iernile geroase acestea le pot degera ușor. Un procent ridicat dintre Dalmațieni (10-12 %) suferă de surditate (unilaterală sau bilaterală), ca urmare a coloritului alb predominant. ALte afecțiuni specifice rasei: complicațiile renale (pietre la rinichi), alergii ale pielii, alopecie, tendința spre ingrășare

### Condiții de viață
Sunt câini bine adaptați traiului în aer liber pe parcursul sezoanelor mai călduroase, iarna au nevoie de o protecție termică specială, astfel că trebuie primiți în casă (în nopțile foarte reci) sau să primească o cușcă bine protejată împotriva frigului, pentru a nu se îmbolnăvi. Pot fi educați să trăiască și preponderent în interior, dacă beneficiază de un dresaj adecvat și de un program de mișcare bogat și variat. Se vor adapta la condițiile oferite de un apartament, pentru că sunt maleabili, dar în principiu nu se pretează la un astfel de mediu.

### Dresaj
Dalmațianul este un câine inteligent, care învață rapid, dar are nevoie de repetiții și insistență în aria dresajului de obediență. Nu vor reacționa bine la metodele de dresaj dure sau la pedepse, acest tip de comportament accentuându-le încăpățânarea nativă. Învață ușor din jocuri si exerciții distractive, acestea trebuind să fie inserate în programul de dresaj pentru rezultate mai rapide și mai de durată. Deși se comportă bine în relația cu copiii, trebuie supravegheat în prezența copiilor mai mici față de care se arată dominant și pe care îi poate răni ușor din cauza firii energice și a preferinței pentru interacțiuni fizice consistente.

### Utilitate
Pot fi antrenați cu succes pentru efectuarea unor misiuni de căutare și salvare și uneori mai pot fi observați în arena circului, unde performează convingător, executând trucuri și exerciții amuzante. În Statele Unite ale Americii sunt folosiți ca și câini de serviciu de către poliția metropolitană. Sunt, de asemenea, utili ca și câini de pază.